# 12761 Pauwels
12761 Pauwels è un asteroide della fascia principale. Scoperto nel 1993, presenta un'orbita caratterizzata da un semiasse maggiore pari a 3,1029399 UA e da un'eccentricità di 0,0535486, inclinata di 18,48777° rispetto all'eclittica.
L'asteroide è dedicato all'astronomo belga Thierry Pauwels.